# De grote slijmfilm
De grote slijmfilm is een Nederlandse speelfilm uit 2020, geregisseerd door Hans Somers. De film trok meer dan 100.000 bezoekers en behaalde daarmee de status Gouden Film. De film staat op de vierde plek in de top 10 van best verdienende Nederlandse films van 2020.
Begin 2021 werd het vervolg De nog grotere slijmfilm aangekondigd. Deze film verscheen in juli 2021 in de bioscoop en ook deze film trok meer dan 100.000 bezoekers.
Begin 2022 werd het vervolg De allergrootste slijmfilm aangekondigd.

## Rolverdeling
| Acteur             | Personage        |
| ------------------ | ---------------- |
| Bibi               | Indy             |
| Géza Weisz         | Dominicus Duff   |
| Vincent Visser     | Daan             |
| Sarah Nauta        | Vesper           |
| Djamila            | Tess Purperhart  |
| Rómeycia Valentijn | Olivia           |
| Ferdi Stofmeel     | Joost            |
| Tine Embrechts     | Frederique       |
| Tina de Bruin      | Brechtje         |
| Sarah Mouhamou     | Fie Valentijn    |
| Edson da Graça     | Meester Mitchell |